# Alice Cast
Alice Cast (née le 9 mars 1900) est une athlète britannique, spécialiste des épreuves de sprint. 
Elle est la première détentrice du record du monde du 200 mètres, régi alors par la Fédération Sportive Féminine Internationale, en établissant le temps de 27 s 8 le 20 avril 1922 à Paris.
Elle remporte la médaille d'argent du 300 mètres lors des Jeux mondiaux féminins de 1922.